# Campionati europei di karate 2000
La 35ª edizione del campionato europeo di karate si è svolta ad Istanbul dal 5 al 7 maggio 2000.

## Medagliere
| Nazione              | O | A | B |
| -------------------- | - | - | - |
| Francia              | 8 | 2 | 7 |
| Italia               | 3 | 4 | 1 |
| Spagna               | 2 | 3 | 5 |
| Turchia              | 2 | 3 | 4 |
| Inghilterra          | 1 | 1 | 1 |
| Jugoslavia           | 1 | 1 | 1 |
| Svezia               | 0 | 2 | 0 |
| Austria              | 0 | 1 | 1 |
| Paesi Bassi          | 0 | 0 | 2 |
| Rep. Ceca            | 0 | 0 | 2 |
| Bosnia ed Erzegovina | 0 | 0 | 1 |
| Croazia              | 0 | 0 | 1 |
| Germania             | 0 | 0 | 1 |
| Grecia               | 0 | 0 | 1 |
| Russia               | 0 | 0 | 1 |
| Slovacchia           | 0 | 0 | 1 |

## Podi

### Kata
| Posizione | Karateka      |
| --------- | ------------- |
| 1         | Luca Valdesi  |
| 2         | F. Hernandez  |
| 3         | Stéphane Mari |

| Posizione | Karateka                      |
| --------- | ----------------------------- |
| 1         | Roberta Sodero                |
| 2         | Myriam Szkudlarek             |
| 3         | Miriam Cogolludo de la Herras |

| Posizione | Nazione |
| --------- | ------- |
| 1         | Francia |
| 2         | Italia  |
| 3         | Spagna  |

| Posizione | Nazione |
| --------- | ------- |
| 1         | Spagna  |
| 2         | Italia  |
| 3         | Francia |

### Kumite
| Posizione | Karateka            |
| --------- | ------------------- |
| 1         | C. Boulesnane       |
| 2         | H. Yagli            |
| 3         | A. Bruna            |
| 3         | Davíd Luque Camacho |

| Posizione | Karateka           |
| --------- | ------------------ |
| 1         | Alexandre Biamonti |
| 2         | H. Abou El Alamein |
| 3         | B. Kandaz          |
| 3         | S. Sankhon         |

| Posizione | Karateka        |
| --------- | --------------- |
| 1         | H. Alagas       |
| 2         | R. Bel Lahsen   |
| 3         | Gustaff Lefevre |
| 3         | Z. Stojovic     |

| Posizione | Karateka          |
| --------- | ----------------- |
| 1         | Iván Leal Reglero |
| 2         | Gennaro Talarico  |
| 3         | Klaudio Farmadin  |
| 3         | R. Sijajev        |

| Posizione | Karateka         |
| --------- | ---------------- |
| 1         | Yann Baillon     |
| 2         | Zeynel Celik     |
| 3         | A. Arniaz        |
| 3         | Daniël Sabanovic |

| Posizione | Karateka         |
| --------- | ---------------- |
| 1         | Davide Benetello |
| 2         | O. Arpa          |
| 3         | Seydina Balde    |
| 3         | G. Petermann     |

| Posizione | Karateka                  |
| --------- | ------------------------- |
| 1         | P. Stojadinov             |
| 2         | Oscar Vazquez Martins     |
| 3         | Konstantinos Papadopoulos |
| 3         | Christophe Pinna          |

| Posizione | Karateka      |
| --------- | ------------- |
| 1         | Nadia Mecheri |
| 2         | Michela Nanni |
| 3         | N. Gonenler   |
| 3         | C. Terrine    |

| Posizione | Karateka            |
| --------- | ------------------- |
| 1         | P. Cherreau         |
| 2         | S. Gomez            |
| 3         | C. Hiotinga         |
| 3         | Alexandra Witteborn |

| Posizione | Karateka    |
| --------- | ----------- |
| 1         | K. Lowe     |
| 2         | L. Berger   |
| 3         | G. Casanova |
| 3         | N. Firat    |

| Posizione | Karateka       |
| --------- | -------------- |
| 1         | Yildiz Aras    |
| 2         | K. Gansch      |
| 3         | Nathalie Leroy |
| 3         | P. Piskacova   |

| Posizione | Nazione              |
| --------- | -------------------- |
| 1         | Francia              |
| 2         | Inghilterra          |
| 3         | Bosnia ed Erzegovina |
| 3         | Italia               |

| Posizione | Nazione     |
| --------- | ----------- |
| 1         | Francia     |
| 2         | Jugoslavia  |
| 3         | Inghilterra |
| 3         | Turchia     |